# 서석초등학교 청량분교
서석초등학교 청량분교는 대한민국 강원특별자치도 홍천군에 있는 공립 초등학교이다.

## 학교 연혁
- 1946년 12월 5일 청량공립국민학교 개교 기념식 거행 (설립인가 11월 16일)
- 1947년 8월 31일 초대교장 진병황 부임
- 1953년 3월 20일 제1회 졸업식 거행(38명)
- 1996년 3월 1일 청량초등학교로 개칭
- 1999년 2월 19일 제47회 졸업식 거행(1217명 졸업)
- 1999년 3월 1일 서석초등학교 청량분교장으로 격하

## 참고 자료
- 서석초등학교청량분교장 - 한국교육학술정보원 학교알리미